# Dave Weiner
Dave Weiner (* 24. September 1976) ist ein US-amerikanischer Gitarrist, der als Rhythmusgitarrist in Steve Vais Band spielt.

## Vais Band
Weiner trat in Vais Band ein, als er auf das GIT in Los Angeles ging. Während seiner Zeit dort arbeitete er als Büroangestellter. Sein Bürochef kannte Steve Vai. Weiner brachte Papiere zu Vais Haus und lernte den Gitarristen so persönlich kennen. Etwa zwei Wochen später bekam sein Chef einen Anruf von Vai und Weiner wurde angeboten zu Vais Studio zu kommen, 14 Lieder zu lernen und mit ihm zu touren. Weiner spielt sowohl auf Vais Solotouren als auch auf den Touren der Gruppe G3.

## Solo
Weiner brachte 2004 sein erstes Soloalbum namens Shove the Sun Aside heraus. Es erschien im Juni 2004 beim Meyer Jane Music Label und wurde im März 2005 von Favored Nations wiederveröffentlicht. Es handelt sich um ein reines Instrumentalalbum, auf dem Weiner hauptsächlich eine siebensaitige Gitarre spielt. Weiner tourt auch mit seiner eigenen Band.
Kritiker bezeichnen das Solowerk als "etwas Neues" im Genre der instrumentalen Rock/Gitarrenmusik.
Sein neues Soloalbum A Collection Of Short Stories: Vol. 1 erschien im August 2012.

## Diskographie
- Shove the Sun Aside (2004)
- Shove the Sun Aside (Wiederveröffentlichung) (2005)
- On Revolute (2010)
- A Collection Of Short Stories: Vol. 1 (2012)